# Schönwalde (Altmark)
Schönwalde (Altmark) ist eine Ortschaft und ein Ortsteil der Stadt Tangerhütte im Süden des Landkreises Stendal in Sachsen-Anhalt.

## Geographie
Schönwalde (Altmark), ein Straßendorf mit Kirche, liegt 3 Kilometer nördlich von Tangerhütte und 16 Kilometer südwestlich von Stendal zwischen dem Dollgraben und dem Fluss Tanger im Südosten der Altmark. Das Gelände fällt von der Colbitz-Letzlinger Heide im Westen allmählich in Richtung Elbetal ab.
Nachbarorte sind Schernebeck im Westen, Stegelitz im Nordwesten, Klein Schwarzlosen im Norden, Weißewarte im Osten und Tangerhütte im Süden.

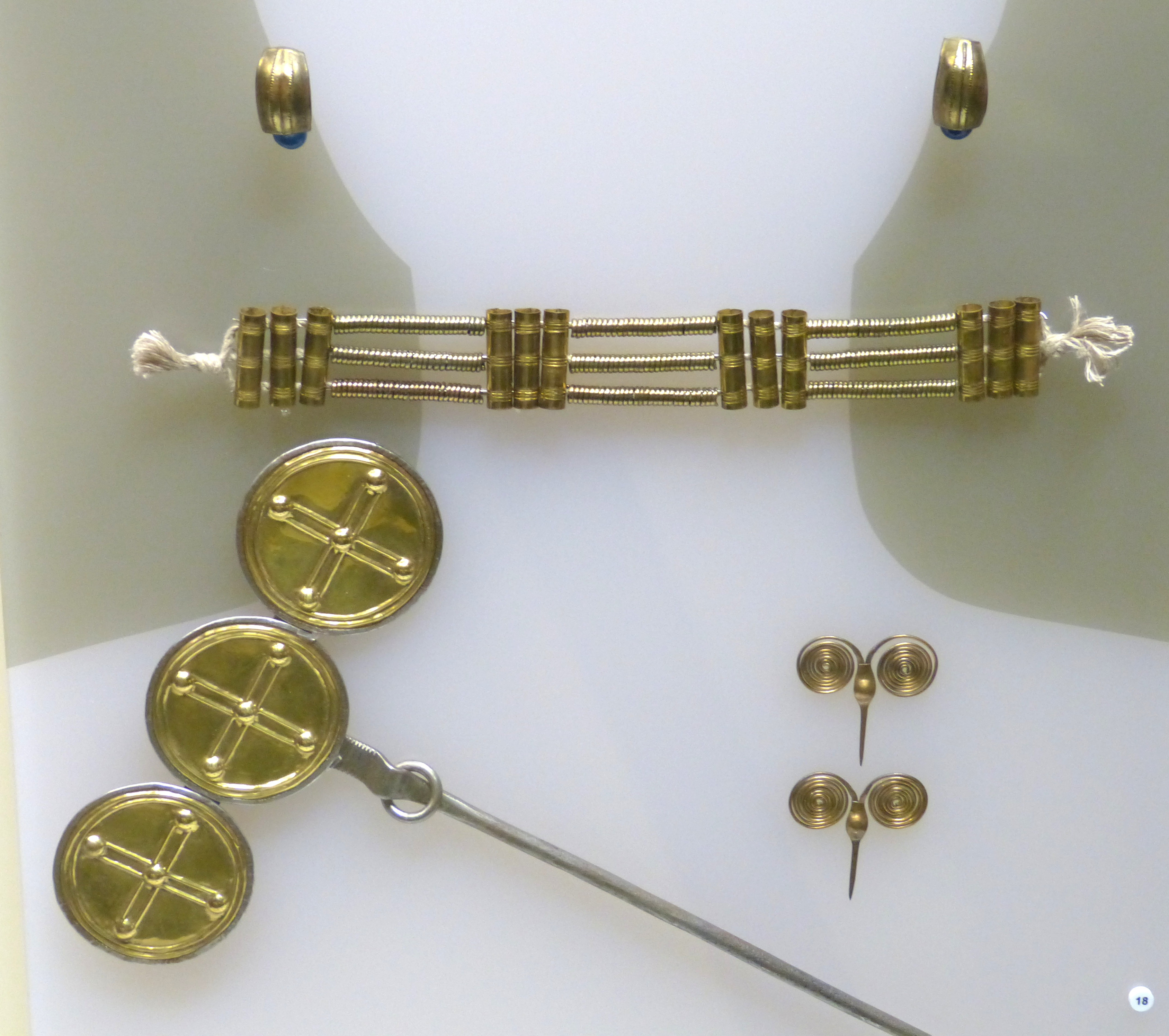
Hortfund der Jastorf-Kultur von Schönwalde

## Geschichte

### Mittelalter bis Neuzeit
Der ursprünglich von Wenden gegründete Ort, wurde im 12. Jahrhundert von holländischen Kolonisten neu besiedelt. Im Jahre 1191 wurde ein Theodorico de Schonenwalde in einer Urkunde in Stendal als Zeuge geführt. Weitere Nennungen sind 1295 Sconewolde, 1335 Schönenwald. Im Landbuch der Mark Brandenburg von 1375 wird das Dorf als Schonenwolde und Sconenwolde aufgeführt, In der General-Kirchen-Visitation von 1600 in Schonenwalde werden Hans Osthern und Claus Schulz als Kirchenvorsteher genannt, letzterer war auch Lehnschulze. Die vier Kirchenältesten waren damals: Hans Blume, Hinrich Winter, Thomas Jacob und Hans Narstedt. 1687 heißt das Dorf noch Schönewolde und ab dem 18. Jahrhundert Schönwalde.
Für 1733 ist das erste Schulgebäude des Ortes bezeugt.
Der Vorgängerbau der heutigen Dorfkirche bestand aus einem massiven Kirchenschiff mit hölzernem Turm. Zu dieser Zeit gab es neben den Ackerleuten auch 2 Leineweber und 1 Schneider. Es waren meist Kossaten oder Häusler, die sich mit Nebengewerken ihren Lebensunterhalt verdienten.
Vor dem nördlichen Dorfeingang drehten sich die Flügel einer Bockwindmühle. Sie wurde 1929 abgebrochen und es wurde auf Motorbetrieb umgestellt. Die letzten Besitzer der Mühle, war das Müller-Ehepaar Richard und Frieda Ehricke von Hof Nr. 28. Auch ein sogenannter Bienenzaun befand sich etwas südlich des Dorfes.
1840 wurde zusätzlich zum Krug auf dem Schulzenhof ein weiterer Krug im Dorf erwähnt.
Es ist ein typisches Straßendorf mit 38 Grundstücken welche entlang der Straße angesiedelt sind. Ein Grundstück befindet sich auf einem Nebenweg. Die Hofnummerierung von 1 bis 26 erfolgte im Uhrzeigersinn, wobei mit dem alten Lehnschulzenhof in der Dorfmitte begonnen wurde. Durch die Separation in den 1840er Jahren kamen am Südende weitere Höfe hinzu.
In der Schulchronik ist 1886 folgendes zu lesen:
„Die Lage der Hauptstraße nimmt ihre Richtung von Süden nach Norden. Das südliche Ende dieser Straße wird von der Dorfkirche mit dem sie umgebenden Friedhofe abgeschlossen. Von dieser Hauptstraße führt eine Nebenstraße, die viel kürzer ist als die Hauptstraße. Diese führt zu der Stelle, wo das Dorf durch einen Graben, welcher von einer Brücke, dort wo der Übergang ins Freie führt, übertritt. Aber auch dort, wo die Begrenzung des Ortes stattfindet und das freie Feld beginnt, dort haben sich schon viele von den hiesigen Einwohnern des Dorfes angesiedelt, daß schon ein großer Flächenraum mit Gebäuden, welche von hiesigen teils im Orte und teils von außen sich angesiedelt haben. Die sich hier vor dem Dorfe angebaut haben, beschäftigen sich in dieser Hinsicht zum Teil mit etwas Ackerbau, wobei sie zum Teil auch mehrere Nebengewerbe betreiben, besonders als Maurer, Zimmerleute oder auch Weber.“
Die Dorfstraße wurde im Herbst 1907 mit Kopfsteinpflaster befestigt. Den benötigten Sand gab Hermann Thomas von seiner Mühlenstätte. Das Kopfsteinpflaster wurde 2010 durch eine Asphaltdecke ersetzt.
In Folge des Brandes von 1847 mussten die Höfe Nr. 8, 24 und 25 aus dem sehr eng bebauten Dorfkern an die Enden ziehen und nahmen „selbstverständlich“ ihre Gehöftnummern mit.
Ende 1910 wurde das neue Schulhaus (Nr. 6) bezogen. Es hatte im Erdgeschoss Platz für ein Klassenzimmer und die Lehrerwohnung, im Dachgeschoss ein Zimmer und Räucherkammer. Das im Rahmen des Dorferneuerungs-Programmes sanierte Dorfgemeinschaftshaus befindet sich im alten Klassenzimmer der Schule und einem 1988 fertiggestellten Anbau.
Durch die im Jahre 1927 eingerichtete Nachtfluglinie Berlin-Hannover, wurde am Kostaweg ein Zwischenfeuer zur Orientierung installiert und eine Notlandebahn angelegt.

### Frühere Erwähnungen
Ob die Erwähnung von Sconenwale aus den Jahren 1184 oder 1205 das altmärkische Schönwalde betrifft, ist nicht sicher. Ein Ritter hatte dort Ada, eine Gräfin von Holland, ermorden wollen. Sie war die Gattin des Markgrafen Otto.

### Herkunft des Ortsnamens
Heinrich Sültmann meint, der Name 1293 Sconewolde, 1340 schonenwalde, schönewalde ist wie bei Schönfeld vom althochdeutschen „sconi“, mittelhochdeutsch „schone“ zu erklären als das „Scheinende“ oder das „Sehenswerte“.

### Eingemeindungen
Ursprünglich gehörte das Dorf Schönwalde zum Tangermündeschen Kreis der Mark Brandenburg in der Altmark. Von 1807 bis 1813 lag es im Kanton Burgstall auf dem Territorium des napoleonischen Königreichs Westphalen. Nach weiteren Änderungen gelangte die Gemeinde zum Kreis Stendal, dem späteren Landkreis Stendal.
Am 25. Juli 1952 kam die Gemeinde Schönwalde zum Kreis Tangerhütte. Nach dessen Auflösung gehörte Schönwalde/Altmark ab 1. Januar 1988 zum Kreis Stendal und schließlich ab 1. Juli 1994 wieder zum Landkreis Stendal.
In einem Gebietsänderungsvertrag zwischen der Stadt Tangerhütte und allen Mitgliedsgemeinden der Verwaltungsgemeinschaft Tangerhütte-Land wurde deren Eingemeindung nach Tangerhütte geregelt. Dem Vertrag stimmte der Gemeinderat Schönwalde (Altmark) am 10. Mai 2010 zu. Er wurde vom Landkreis als unterer Kommunalaufsichtsbehörde genehmigt und die Eingemeindung trat am 31. Mai 2010 in Kraft. So wurde Schönwalde (Altmark) eine Ortschaft und ein Ortsteil der „Einheitsgemeinde Stadt Tangerhütte“.

### Einwohnerentwicklung

#### Gemeinde
| Jahr | Einwohner |
| ---- | --------- |
| 1734 | 122       |
| 1772 | 042       |
| 1790 | 133       |
| 1798 | 153       |
| 1801 | 138       |
| 1818 | 143       |
| 1840 | 192       |
| 1864 | 256       |
| 1871 | 272       |
| 1885 | 192       |
| 1892 | [00]173   |
| 1895 | 188       |
| 1900 | [00]190   |
| 1905 | 194       |
| 1910 | [00]214   |

| Jahr | Einwohner |
| ---- | --------- |
| 1925 | 210       |
| 1939 | 167       |
| 1946 | 299       |
| 1964 | 169       |
| 1971 | 155       |
| 1981 | 112       |
| 1985 | [00]105   |
| 1990 | [00]092   |
| 1993 | 093       |
| 1995 | [00]113   |
| 2000 | [00]135   |
| 2004 | [00]126   |
| 2006 | [00]119   |
| 2008 | [00]110   |
| 2009 | [00]114   |

Quelle, wenn nicht angegeben, bis 1993:

#### Ortsteil
| Jahr | Einwohner |
| ---- | --------- |
| 2013 | [00]102   |
| 2014 | [00]094   |
| 2018 | [00]095   |
| 2019 | [00]097   |
| 2020 | [00]099   |
| 2021 | [00]098   |
| 2022 | [0]102    |
| 2023 | [0]098    |

## Religion
- Die evangelische Kirchengemeinde Schönwalde, die früher zur Pfarrei Klein-Schwarzlosen bei Demker gehörte,[32] heute betreut vom Pfarrbereich Tangerhütte im Kirchenkreis Stendal im Bischofssprengel Magdeburg der Evangelischen Kirche in Mitteldeutschland.[33] Die ältesten überlieferten Kirchenbücher für Schönwalde stammen aus dem Jahr 1730[23] oder aus dem Jahre 1800. Ältere Einträge sind bei Klein Schwarzlosen zu finden.[34]
- Die katholischen Christen gehören zur Pfarrei St. Anna in Stendal im Dekanat Stendal im Bistum Magdeburg.[35]

## Politik

### Ortsbürgermeister
Michel Allmrodt ist seit November 2022 Ortsbürgermeister der Ortschaft Schönwalde (Altmark). Sein Vorgänger war Bertram Otto, der von 2014 bis 2022 amtierte.
Letzter Bürgermeister der Gemeinde Schönwalde war Wilfried Horstmann.

### Ortschaftsrat
Die Ortschaftsratswahl am 9. Juni 2024 lieferte folgende Sitzverteilung (in Klammern die Ergebnisse von 2019).
- 4 Sitze Wählergemeinschaft Schönwalde (WGS)[41] („Wählergemeinschaft Aktive Bürger“ 4 Sitze)
- 1 Sitz CDU

Gewählt wurden 2 Frauen und 3 Männer. Von 74 Wahlberechtigten hatten 61 ihre Stimme abgegeben, die Wahlbeteiligung betrug damit 82,43 Prozent.

## Kultur und Sehenswürdigkeiten
- Die evangelische Dorfkirche, eine rechteckige neugotische Kapelle in Backstein, wurde 1851 fertiggestellt, nachdem die Vorgängerkirche bei dem Brand zerstört wurde,[42] der das Dorf in der Nacht vom 28. zum 29. Juli 1847 heimsuchte. Da der Kirchturm sich 1931 für zwei nachgekaufte Kirchenglocken als zu eng erwies, wurde er durch einen breiteren Fachwerkturm ersetzt.[43] Das Kirchendach wurde letztmals 1994 neu eingedeckt. Der Turm bekam im Jahre 2011 eine neue Ausfachung mit rotem statt gelben Ziegelstein. In diesem Zusammenhang wurde auch die Zeitkapsel in der Turmkugel geöffnet. Die Kirche besitzt in der Apsis fünf Glasfenster der Quedlinburger Glasmalereianstalt Ferdinand Müller.[44] Im Jahre 2009/2010 wurden nach einer Idee von Pfarrer Matthias Heinrich sechs so genannte Hoffnungsfenster von lokalen Künstlern entworfen und von der Firma Glas Wilde aus Bellingen ausgeführt.[45] Die Fenster im Kirchenschiff zeigen Bilder der Hoffnung aus der Bibel:
  - „Der Regenbogen über der Arche“ von Horst Menzel (Schönwalde [Altmark]) zu 1. Mose 9,8–17
  - „Du deckst mir den Tisch“ von Hermann Dahms (Tangerhütte) zu Ps 23,5
  - „Der grünende Sproß aus alter Wurzel“ von Margita Schaef (Schernebeck) zu Jes 11, 1–4
  - „Ihr seid das Licht der Welt“ von Markus Schrot (Tangerhütte) zu Mt 15,14–16
  - „Der alte und der neue Mensch“ von Benno Zöllner (Bittkau (Elbe) / Berlin) zu Eph 4,17–24
  - „Das neue Jerusalem“ von Horst Menzel (Schönwalde (Altmark)) zu Offb 21,1–6
- Ebenfalls 2010 wurde die künstlerische Ausmalung des Kirchenschiffs und der Apsis von 1897 restauriert. Diese von Malermeister Krügermann aus Schönebeck erschaffene „prächtige Dekoration“ wurde damals nach siebenwöchiger Arbeit am Reformationstag 1897 eingeweiht.[46]
- Die „Galerie zur Schönwalder Kirche“ wurde im Herbst des Jahres 2010 eröffnet. Sie befindet sich in dem im Jahr 1913[47] erbauten Spritzenhaus, welches für die Galerie umgebaut und neu gestaltet wurde.[48]
- Am 10. März 2017 gründete sich der Heimat- und Feuerwehrförderverein Schönwalde/Altmark e. V.[49]
- Die Heimatstube zeigte seit den 1970er Jahren landwirtschaftliche Geräte und Gebrauchsgegenstände aus früherer Zeit. Sie ist jedoch nicht mehr für Besucher geöffnet.

## Sage aus Schönwalde
Alfred Pohlmann berichtete 1901 in einer Sage von einem „übernatürlichen Wesen“, Moart genannt, welches sich Menschen an gewissen Orten aufhockt. Einst ging eine Frau aus Klein Schwarzlosen mit zwei befreundeten Frauen nach Weißewarte. Sobald sie an das steinerne Kreuz zwischen Schönwalde und Weißewarte gekommen waren, so „huckte“ sich der Frau ein Gespenst auf, so dass sie die beiden Begleiterinnen förmlich nach Weißewarte ziehen mussten.

## Freiwillige Feuerwehr
Die laut Urkunde am 18. Mai 1910 gegründete Freiwillige Feuerwehr prägt das Dorfleben bis heute. Die ersten Anfänge einer Ortswehr gehen jedoch weiter zurück. Um 1795 wurde eine „große Feuerspritze“ angeschafft. Der Kauf einer neuen Spritze wurde nach dem Dorfbrand von 1847 erwähnt. Bei diesem bereits erwähnten Brand wurden auch das Gemeindespritzenhaus und die Schule ein Opfer der Flammen. Bereits im Jahr 1858 zahlte die Gemeinde einem Spritzenmeister ein Jahresgehalt aus.
Neben der Brandbekämpfung stehen jährliche Wettkämpfe im „Löschangriff Nass“ im Terminkalender. Seit 1975 war die Feuerwehr unter anderem siebenmal Kreismeister. Die ehemalige Post- und „Konsum“-Verkaufsstelle wurde im Jahr 2000 zum Feuerwehrhaus umgebaut. Im selben Jahr bekam die Feuerwehr auch ihr erstes Löschfahrzeug. Der „Ford Transit“ aus dem Jahr 1967, war ein Geschenk der Gemeinde Anderbeck im Harzvorland. Bis zu diesem Zeitpunkt besaß die Feuerwehr u. a. nur einen Tragkraftspritzenanhänger (TSA). Seit 1996 organisiert das Dorf mit Hilfe der Kameraden alljährlich, je nach Wetterlage, ein Oster- oder Maifeuer.
Am 9. Dezember 2018 übernahmen die Kameraden der Freiwilligen Feuerwehr Schönwalde ein Löschfahrzeug der Marke FIAT von der Freiwilligen Feuerwehr Bellingen.

## Wirtschaft und Infrastruktur
Im Ort sind drei Landwirtschaftsbetriebe ansässig. Seit 2010 befindet sich südlich vom Dorf eine Biogasanlage.

### Verkehr
Von Schönwalde (Altmark) führen Landstraßen in Richtung Tangerhütte, Tangermünde und zur Bundesstraße 189. Der nächste Bahnhof befindet sich im naheliegenden Tangerhütte, an der Strecke Magdeburg–Stendal–Schwerin.
Es verkehren Linienbusse und Rufbusse von stendalbus.
Durch das Dorf führt der Radfernweg Altmarkrundkurs.